# Rachel Melvin
Rachel Melvin (* 9. Februar 1985 in Elmhurst, Illinois) ist eine US-amerikanische Film- und Fernsehschauspielerin.

## Leben
Rachel Melvin wuchs in Phoenix (Arizona) auf und zog nach der High-School-Zeit nach Kalifornien, um Schauspielerin zu werden. Ab 2004 kamen erste Angebote. 2005 bis 2009 spielte sie Chelsea Brady in der US-Seifenoper Zeit der Sehnsucht. 2014 war sie als Mary in Zombiber und Penny in Dumm und Dümmehr zu sehen. 2017 spielte sie Alex Norwood in der Serie Sleepy Hollow. Weitere Film- und Fernsehrollen folgten. Ihr Schaffen umfasst mehr als 25 Produktionen.

## Filmografie (Auswahl)
- 2005–2009: Zeit der Sehnsucht (Days of Our Lives, Fernsehserie, 315 Folgen)
- 2009: Heroes (Fernsehserie, 2 Folgen)
- 2011: Castle (Fernsehserie)
- 2012: Meine Schwester Charlie (Fernsehserie, 1 Folge)
- 2014: Dumm und Dümmehr (Dumb and Dumber To)
- 2014: Zombiber (Zombeavers)
- 2016: Gefesselt: Wake in Fear (All I Need)
- 2016: Awkward – Mein sogenanntes Leben (Awkward., Fernsehserie, 8 Folgen)
- 2017: Sleepy Hollow (Fernsehserie, 13 Folgen)
- 2017: Schlafwandler (Sleepwalker)
- 2017: Mom and Dad